# Mike + The Mechanics (album)
Mike + The Mechanics è il primo album dei Mike + The Mechanics uscito nel 1985.
Il primo singolo estratto fu Silent running (con un ritmo alla "Home by the sea"). Troviamo perle del calibro di Par avion, che ha nel testo "Another day in Paradise" che Phil Collins userà per intitolare una sua famosa canzone di quattro anni posteriore, Taken in, You are the one, Hanging by a thread, Take the reins e A call to arms (che fu scritta ma non inclusa nell'album Genesis del 1983 e fu completata e sviluppata da Mike e il resto della band). Par avion appare all'interno del episodio Dollari della telefilm Miami Vice.

## Tracce
1. Silent Running – 6:10 (M.Rutherford, B.A.Robertson)
2. All I Need Is a Miracle – 4:10 (M.Rutherford, C.Neil)
3. Par Avion – 3:36 (M.Rutherford, C.Neil)
4. Hanging By a Thread – 4:40 (M.Rutherford, C.Neil, B.A.Robertson)
5. I Get the Feeling – 4:27 (M.Rutherford, C.Neil)
6. Take the Reins – 4:18 (M.Rutherford, C.Neil, B.A.Robertson)
7. You Are the One – 3:41 (M.Rutherford, C.Neil)
8. A Call to Arms – 4:38 (T.Banks, P.Collins, M.Rutherford, C.Neil, B.A.Robertson)
9. Taken In – 4:17 (M.Rutherford,C.Neil)

## Formazione
- Paul Young, voce, basso elettrico;
- Mike Rutherford, chitarra, voce
- Adrian Lee, tastiere;
- Paul Carrack, voce, tastiere;
- Peter Van Hooke, batteria.